# Beat Reader
Beat Reader ist ein Jazzalbum von Ken Vandermark & The Vandermark 5. Die am 19. und 20. Dezember 2006 im Semaphore Studio, Chicago, entstandenen Aufnahmen erschienen im Januar 2008 als CD und, um The New York Suite erweitert, unter diesem Namen als limitierte Doppel-CD auf Atavistic Records (die dreiteilige New York Suite wurde von der Band live im Veranstaltungsort The Hideout in Chicago im Juni 2007 aufgeführt).

## Hintergrund
Beat Reader ist das zehnte Studioalbum mit Originalmaterial des aus Chicago stammenden Quintetts The Vandermark 5  um den Komponisten und Holzbläser Ken Vandermark. Seit seiner Debütaufnahme Single Piece Flow (Atavistic, 1997) gilt das Ensemble als „Flaggschiff“ von Vandermark und hat sich ständig weiterentwickelt, was im Laufe der Jahre zu einer Reihe von personellen Veränderungen geführt hat. Seit A Discontinuous Line (Atavistic, 2006) gehört als neuestes Mitglied der Cellist Fred Lonberg-Holm (der den Posaunisten/Gitarristem Jeb Bishop ersetzte) zum Quintett. Vandermark hat das Tenorsaxophon in dieser Besetzung aus seinem Arsenal gestrichen, sich auf Baritonsaxophon und eine Auswahl an Klarinetten festgelegt und dem Saxophonisten Dave Rempis den mittleren Bereich überlassen.

## Titelliste
- The Vandermark 5: Beat Reader (Atavistic ALP184CD)[4]
  1. Friction (For György Ligeti) 8:36
  2. New Acrylic (For Andreas Gursky) 9:38
  3. Any Given Number (For Bernd and Hilla Becher) 8:02
  4. Signposts (For Lee Friedlander) 8:56
  5. Speedplay (For Max Roach) 7:08
  6. Compass Shatters Magnet (For Paul Rutherford) 11:54
  7. Further from the Truth (For Walker Evans) 6:28
  8. Desireless (For Daidō Moriyama) 8:44

2-CD-Edition
The New York Suite[5] enthält zusätzlich
  1. Part 1: Painters (for Willem de Kooning, Hans Hopfmann, Jackson Pollock, and Mark Rothko) 11:21
  2. Part 2: Composers (for Earle Brown, John Cage, Morton Feldman, and Christian Wolff) 12:29
  3. Part 3: Improvisers (for Don Cherry, Steve Lacy, Archie Shepp, and Cecil Taylor) 24:10
- Alle Kompositionen stammen von Ken Vandermark.

## Rezeption
Ken Vandermark stürme in Beat Reader durch acht Tracks von strahlender Schönheit, heißt es in der Besprechung von AllMusic, und Vandermark und Company leiteten „ein dynamisches Ensemble“. Zu den Höhepunkten zählten „New Acrylic“, der coole, ungewöhnliche Swing auf „Further from the Truth“ und die prasselnden Improvisationen auf „Compass Shatters Magnet“. Wie immer sei die Mischung aus Post-Bop und Avantgarde der Vandermark 5 aufregend und absolut einzigartig.
Nach Ansicht von Troy Collins, der das Album in All About Jazz mit der Höchstbewertung von fünf Sternen auszeichnete, zeigte Vandermarks fortschrittliches Komponieren eine Möglichkeit, ineinandergreifende zelluläre Strukturen zu schreien, die einzigartige Arrangements mit viel Raum für individuellen Ausdruck in Einklang brächten. „Stilistisch vielfältig, aber sofort erkennbar, trügen Vandermarks vielseitige Melodien immer das unverkennbare Zeichen seiner langjährigen und einzigartigen Stimme. Wie es seine Gewohnheit ist, widmet Vandermark jede Melodie einem Künstlerkollegen, vom Schlagzeuger Max Roach bis zum Fotografen Walker Evans. Sein grenzenloses Interessenspektrum beleuchtet seinen integrativen Ansatz und verleiht seiner stilistischen Vielfalt Glaubwürdigkeit. Beat Reader sei herausfordernd, erfinderisch und macht unglaublich viel Spaß“, resümiert der Autor. „Vandermarks beständiges Ensemble tritt genauso energisch in das zweite Jahrzehnt ein wie bei ihrem Debüt.“
Der Kritiker des Free Jazz Blog notierte, der Cellist Fred Lonberg-Holm verleihe der Vandermark 5 mit Sicherheit etwas Würze und Perspektivenwechsel. Damit bewege sich das Quintett mehr hin in avantgardistisches und freies Improvisationsgebiet, mit einem Hauch von Kammerjazz, Prog Rock und sogar Hendrix-ähnlichen Klängen und schüfen Variationen in Hülle und Fülle mit vielen unerwarteten Wendungen. So erzeugten auf „Signposts“ sowohl Lonberg-Holm am Cello als auch Kent Kessler am Bass mit ihren Bögen einen nervösen Hintergrundrausch, während Vandermark und Rempis langsam enthaltene melancholische Töne über den Wahnsinn der Streicher spielten. „Speedplay“ sei wunderbarer Free Bop, so der Autor, „hohes Tempo, volle Energie, großer Spaß“. Nicht ein Track habe eine Einheit von Stil oder Herangehensweise, sondern sei in viele Teile zerlegt, ohne die Kohärenz zu verlieren. Dies sei wahrscheinlich eine der stärksten kompositorischen Stärken von Vandermark: sorgfältig mit starken melodischen Linien zu strukturieren, während man die Freiheit zum Handeln beibelassen, viele Dinge zu integrieren, und etwas Neues zu schaffen. „Ein fesselndes, überraschendes, intensives Album.“